# Virgilio (nave ospedale)
La Virgilio è stata una nave ospedale della Regia Marina ed una motonave mista italiana.

## Storia

La Virgilio nei primi anni di servizio, con i colori della Navigazione Generale Italiana.

### Costruzione (1925-1928)
Impostata l'8 dicembre 1925 e varata il 13 novembre 1926 nei Cantieri ed Officine Meccaniche Meridionali di Baia per la Navigazione Generale Italiana (NGI), la nave, dopo il varo, venne trainata a Genova, sede della NGI, dove venne portato a termine l'allestimento. Concepita, così come la gemella Orazio, per le linee di collegamento verso l'America centrale, la motonave – iscritta con matricola 1534 al Compartimento marittimo di Genova, con una stazza lorda di 11.718 tsl, una stazza netta di 6750 tsn ed una portata lorda di 6505 tpl – poteva trasportare un totale di 640 passeggeri (110 in prima classe, 190 in seconda e 340 in terza) ed aveva inoltre grandi stive per il carico. Due motori diesel da 6600 HP alimentati a nafta, prodotti dallo Stabilimento Tecnico Triestino su licenza della ditta danese Burmeister & Wein, consentivano la velocità di 14,5 nodi (con una massima di 15).

### Nave transatlantico (1928-1941)
Il 24 aprile 1928 la Virgilio lasciò Genova per il suo viaggio inaugurale: dopo aver toccato Marsiglia, Barcellona, La Guaira, Curaçao, Cartagena, Cristobal, Callao, Mollendo, Iquique ed Antofagasta, la nave giunse infine a Valparaíso.

La motonave fotografata a Genova negli anni Trenta, con i colori dell’Italia Flotte Riunite

Negli anni successivi le due navi gemelle vennero impiegate nel trasporto di merci e passeggeri lungo tali rotte: con partenza da Genova, le navi toccavano Marsiglia e Barcellona, poi, attraversato l'Atlantico, toccavano Trinidad, La Guaira, Curaçao, Porto Colombia, Cartagena, Cristobal; attraversato il canale di Panama, le navi facevano poi scalo a La Libertad, Guayaquil, Callao, Mollendo, Arica, Iquique, Ocopilla, Antofagasta e Valparaiso, raggiungendo talvolta anche Talcahuano. Oltre ai passeggeri (che specie lungo le coste pacifiche dell'America si imbarcavano anche solo per trasferirsi da un porto all'altro della costa), le due motonavi caricavano anche frutta, cacao, caffè, rame, gomma, prodotti lavorati, legni pregiati ed altre merci.

Il 2 gennaio 1932, in seguito alla fusione della NGI con altre due delle principali compagnie di navigazione italiane – Lloyd Sabaudo e Cosulich Società Triestina di Navigazione – nella Italia Flotte Riunite (con sede a Genova e divenuta nel 1936-1937 Italia Società Anonima di Navigazione), Orazio e Virgilio passarono alla nuova società. Dall'11 febbraio dello stesso anno la Virgilio svolse servizio di linea sulla rotta Genova-Valparaiso per il nuovo armatore. 

La nave in servizio civile, con i colori della Società Italia.

Questo servizio proseguì pressoché ininterrotto sino allo scoppio della seconda guerra mondiale, eccezion fatta per un viaggio straordinario compiuto, noleggiata dal Lloyd Triestino, nel febbraio 1939, a Massaua. Nell'ambito del rinnovamento delle flotte del gruppo Finmare previsto dalla Legge Benni del 1938, si pensò di trasferire Orazio e Virgilio al Lloyd Triestino per il servizio sulla linea Genova-Napoli-Massaua, mentre sulla linea verso l'America centrale ed il Pacifico meridionale sarebbero passate le più grandi motonavi Neptunia ed Oceania. Il progetto rimase tuttavia inattuato a causa dello scoppio della seconda guerra mondiale e per l'affondamento dell'Orazio, che costrinse a spostare la Virgilio stessa sulla sua stessa tratta.

### Nave ospedale (1941-1944)
Requisita il 18 marzo 1941 dalla Regia Marina (che secondo alcune fonti aveva inizialmente pensato di farne un trasporto truppe), la Virgilio venne iscritta nel ruolo del Naviglio ausiliario dello Stato il 28 maggio 1941, quale nave ospedale. Ridipinta pertanto secondo le norme stabilite dalla Convenzione di Ginevra per le navi ospedale (scafo e sovrastrutture bianche, fascia verde interrotta da croci rosse sullo scafo e croci rosse sui fumaioli), la nave, dotata di adeguate attrezzature sanitarie ed imbarcato personale medico, entrò in servizio nel giugno 1941, con una capienza di 826 posti letto (risultando la più capiente tra le navi ospedale armate dalla Regia Marina nel corso del conflitto).

L’incendio scoppiato a bordo della Virgilio dopo l’attacco aereo del 9 luglio 1941.

Alle 17.20 del 9 luglio 1941, durante un bombardamento aereo britannico su Tripoli, nel cui porto la Virgilio si trovava nell'ambito della propria seconda missione, la nave ospedale, che aveva imbarcato 728 tra feriti e malati, venne colpita da alcune bombe nonostante le buone condizioni di visibilità, riportando gravi danni, un incendio a bordo (che devastò alcuni reparti di degenza, le cabine delle crocerossine e le sale mensa) e quattro morti (altre fonti parlano invece di dieci morti e dodici tra feriti ed ustionati gravemente).

I danni riportati dalla Virgilio nell’attacco aereo del 9 luglio 1941

Tornata in Italia, la Virgilio venne sottoposta a Genova ai lavori di riparazione, potendo tornare in linea nell'agosto 1941. Il 1º settembre 1941 la nave, appena ridivenuta operativa, recuperò l'equipaggio del piroscafetto postale Egadi, affondato da un aerosilurante inglese alle 00.15 del 31 agosto, una trentina di miglia a nordovest dell'isola di Lampedusa.
Il 16 ottobre dello stesso anno la Virgilio, durante una nuova missione a Tripoli, entrò violentemente in collisione, mentre usciva dal porto, con il piccolo piroscafo requisito L 6 Anna Maria, riportando danni non gravi.
Tra il 9 ed il 10 novembre 1941 l'unità, insieme ad un'altra nave ospedale, l'Arno, ed a diverse siluranti, prese parte alle operazioni di soccorso dei superstiti del convoglio «Beta» (meglio noto come «Duisburg»), distrutto nella notte tra l'8 ed il 9 novembre, in posizione 37°08' N e 18°09' E (circa 120 miglia a sudest di Punta Stilo), durante la navigazione da Napoli a Tripoli, dalla Forza K britannica (incrociatori leggeri Aurora e Penelope, cacciatorpediniere Lance e Lively) con la perdita di tutti e sette i mercantili che lo formavano (piroscafi tedeschi Duisburg e San Marco ed italiani Sagitta e Rina Corrado, pirocisterna Conte di Misurata, motocisterna Minatitland, motonave Maria) e di due cacciatorpediniere (Fulmine e Libeccio, quest'ultimo silurato ed affondato dal sommergibile Upholder durante i soccorsi) su sette che componevano la scorta diretta. La Virgilio trasse in salvo 34 uomini (nel corso dei soccorsi vennero recuperati complessivamente 772 naufraghi).
Il 1º dicembre 1941 la Virgilio, di nuovo insieme all'Arno e ad una piccola nave soccorso, la Laurana, fu mandata a cercare i sopravvissuti della grossa nave cisterna Iridio Mantovani e del cacciatorpediniere Alvise da Mosto che la stava scortando, affondati circa 75 miglia a nordovest di Tripoli (rispettivamente in 33°53' N e 12°50' E e 33°53' N e 12°28' E) ad opera di un duplice attacco di aerosiluranti (che avevano ridotto la Mantovani ad un relitto in fiamme) e della Forza K inglese (incrociatori leggeri Aurora e Penelope e cacciatorpediniere Lively, che avevano affondato il Da Mosto e finito la Mantovani).

La nave ospedale ormeggiata a una boa

In questo caso, tuttavia, la ricerca si risolse con un nulla di fatto, in quanto i superstiti della Mantovani erano stati recuperati dall'Aurora e dal Lively, mentre la torpediniera italiana Prestinari aveva recuperato tutti i 125 naufraghi (su 263 uomini d'equipaggio) del Da Mosto. La Virgilio riportò alcuni danni a causa del tempo avverso.
Il 23 gennaio 1942 la nave ospedale venne inviata a cercare eventuali ulteriori superstiti del trasporto truppe Victoria, affondato da un duplice attacco di aerosiluranti alle 18.40 di quello stesso giorno, durante la navigazione in convoglio da Taranto a Tripoli, in posizione 33°30' N e 17°40' E, con la perdita di 249 (per altre fonti 391) dei 1455 (o 1437) uomini a bordo. Tutti i 1046 (o 1064) sopravvissuti erano però già stati recuperati dalle unità della scorta, pertanto la Virgilio salvò solo tre avieri britannici, avvistati a bordo del loro battellino.
Il 25 gennaio l'unità venne avvistata da una divisione di incrociatori britannici che stavano scortando a Malta la cisterna militare Breconshire: un cacciatorpediniere ordinò alla Virgilio di accodarsi alla formazione, ma la nave ospedale, grazie sia al cattivo tempo sia alla scarsa attenzione delle navi britanniche, più interessate a proteggere la Breconshire da possibili attacchi, poté lasciarsi scadere sino a farsi perdere di vista, riuscendo infine ad allontanarsi ed arrivando a Tripoli il giorno successivo, come previsto. Nel corso dello stesso mese la nave venne anche infruttuosamente attaccata da un sommergibile rimasto sconosciuto.
Il 4 settembre 1942 la Virgilio, trovandosi in zona sin dalla precedente notte, recuperò i sopravvissuti della torpediniera Polluce, affondata al largo di Tobruch a causa delle avverse condizioni del mare mentre ne era in corso il rimorchio da parte della gemella Calliope (che cercò anch'essa eventuali ulteriori naufraghi prima di allontanarsi), dopo che la torpediniera era stata gravemente danneggiata, nelle prime ore dello stesso giorno, da una bomba caduta a poppa, nel corso di un attacco aereo ai danni del convoglio che la nave, insieme alla Calliope e ad una terza unità, la Lupo, stava scortando dal Pireo a Tobruk. Il 5 settembre la nave ospedale urtò un relitto, restando lievemente danneggiata. Il 14 novembre l'unità portò a termine una usuale missione di trasporto feriti e malati dalla Libia a Napoli.

Il 7 gennaio 1943 la nave ospedale, durante le operazioni di evacuazione sanitaria di Tripoli, che sarebbe caduta di lì a poco più di due settimane (il 23 gennaio), urtò una mina magnetica fuori Tripoli, riportando gravi danni ma potendo comunque arrivare a Napoli. I lavori di riparazione, in bacino di carenaggio, si svolsero nella medesima città, protraendosi sino ad aprile.

La Virgilio in servizio come nave ospedale.

Nel maggio 1943 la nave partecipò alle operazioni di evacuazione di feriti, malati e personale medico della Tunisia, ormai prossima alla caduta. Nel pomeriggio del 3 maggio la Virgilio, in navigazione nel mare in burrasca, fu fatta oggetto dell'attacco di alcuni bombardieri statunitensi, uscendone comunque indenne. Il giorno seguente, alle 19.37 del 4 maggio, mentre erano quasi terminate le operazioni d'imbarco di un migliaio di infermi a Tunisi, la nave (che si trovava ormeggiata sola in rada e con condizioni di buona visibilità) venne nuovamente attaccata da cacciabombardieri angloamericani, con lancio di bombe e spezzoni che non la colpirono ma provocarono, cadendo a poca distanza dallo scafo, qualche danno e quindici feriti. Il direttore sanitario della Virgilio, colonnello medico Umberto Monteduro, relazionò poi lo stesso 4 maggio: «Alle ore 19,37, in rada a Tunisi, quasi alla fine delle operazioni di imbarco, con mille tra ammalati e feriti a bordo, siamo stati attaccati da aerei nemici che hanno sganciato circa 25 tra spezzoni e bombe, cadute in mare la maggior parte ad una distanza compresa fra i 10 e i 20 metri dal bordo, e 3 0 4 a circa 200 metri. Feriti leggeri, un ferito grave. Si trattava del marinaio Giuseppe Musicò, operato d'urgenza sulla nave per gravi lesioni al rene sinistro e perforazione del colon», aggiungendo poi, dopo aver precisato che nessuna bomba era caduta sulla terraferma, «Si è pertanto assolutamente certi che l'attacco è stato diretto unicamente contro la nave ospedale».
Tre giorni dopo, il 7 maggio, la nave venne nuovamente bombardata a bassa quota da bimotori americani, riuscendo nuovamente a non riportare danni. Dopo l'occupazione alleata dei porti di Tunisi e Biserta (7 maggio 1943) i rimanenti feriti ed il personale medico vennero radunati sulla spiaggia di Kélibia, da dove vennero recuperate circa 600 persone, nonostante il tempo sfavorevole. Lo stesso 7 maggio la Virgilio prese parte all'evacuazione di feriti e sanitari da Kélibia insieme alla nave ospedale Aquileia, che durante tale operazione venne a sua volta bombardata a bassa quota da bimotori statunitensi. Il 10 maggio la Virgilio fu fermata in alto mare ed ispezionata da una squadra del cacciatorpediniere britannico Paladin, che non trovò nulla d'irregolare e lasciò poi proseguire la nave nella sua missione. Nell'occasione vennero denunciati gli attacchi aerei subiti nei giorni precedenti, cui l'ufficiale britannico comandante il picchetto inviato dal Paladin rispose con un diniego, ammettendo poi però, confidenzialmente, che gli aviatori statunitensi potessero avere il “grilletto facile” («be trigger happy»).

Un'altra immagine della Virgilio in veste di nave ospedale.

Nel giugno 1943 la Virgilio venne mandata a Pantelleria, sottoposta dal mese precedente (più precisamente dal 9 maggio) a quotidiani e sempre più pesanti bombardamenti aerei angloamericani e ad un blocco navale, ma la resa dell'isola (11 giugno 1943) ed il conseguente sbarco alleato sorpresero la nave ospedale durante la navigazione d'andata, vanificando la sua missione ed obbligandola ad invertire la rotta.
Nel luglio-agosto 1943 la nave prese parte alle operazioni di evacuazione sanitaria della Sicilia, dopo lo sbarco alleato. In luglio la Virgilio e le navi ospedale Aquileia e Toscana effettuarono cinque missioni, imbarcando circa 3400 tra feriti e malati gravi sia tedeschi che italiani, radunati sulle spiagge di Sant’Agata e Ganzirri (stretto di Messina), ed in agosto le stesse tre navi compirono altre tre missioni sino al giorno della caduta di Messina, il 17 agosto, recuperando altri 3000 infermi. Il 25 luglio 1943, nel corso di una di queste missioni, la Virgilio venne mitragliata da velivoli britannici, senza perdite tra equipaggio, infermi e sanitari. Il 27 luglio attraccava all'Isola della Maddalena, dove caricava i soldati tedeschi superstiti dell'abbattimento di due esamotori Messerschmitt Me 323 Gigant avvenuto il 26 luglio sull'arcipelago, trasportandoli poi a Livorno. Altri due mitragliamenti aerei a danno di tale unità ebbero luogo il 15 agosto, senza fortunatamente provocare danni. Il 13 agosto, nel frattempo, la Virgilio trasse in salvo l'equipaggio di un aereo da trasporto Savoia Marchetti S.M.82 della Regia Aeronautica, ammarato nel Tirreno meridionale. Nella mattinata del 17 agosto 1943 si trovava nello stretto di Messina, nei pressi della omonima città dove venne fotografata da soldati tedeschi che abbandonavano l'isola [cfr. Peyrani-Bovi, Sicilia.WW2 I carri armati Tigre in Sicilia, Siracusa, 2014 - pag. 121].
Alla proclamazione dell'armistizio (8 settembre 1943) la nave si trovava a La Spezia per lavori di riparazione, e lì fu catturata dalle truppe tedesche il 9 settembre 1943. Nel novembre 1943 la Virgilio riprese servizio adibita a porta munizioni per conto dei tedeschi operando sulle coste della Provenza ma, a differenza delle altre due navi ospedale catturate in seguito all'armistizio (Gradisca ed Aquileia, entrambe iscritte nelle liste delle navi ospedale della Kriegsmarine), continuando a battere bandiera italiana.
Per conto della Regia Marina la Virgilio aveva svolto complessivamente 51 missioni come nave ospedale, trasportando circa 32.000 tra feriti e malati.
Il 6 dicembre 1943, alle 8.20, la nave venne silurata dal sommergibile britannico Uproar (che le aveva lanciato tre siluri) nelle acque antistanti Fréjus ed a nordest di Saint-Tropez, riportando gravi danni, tanto da farla considerare come perduta («constructive total loss»), anche se fu possibile rimorchiarla a Tolone il 9 dicembre (altra fonte la riporta invece come danneggiata nel corso di un attacco aereo alleato su Tolone, il 6 dicembre 1943, ma si tratta probabilmente di un errore). Posta in disarmo a Tolone, la nave ospedale venne affondata in tale porto da un bombardamento aereo alleato l'11 marzo 1944 insieme al transatlantico francese Kairouan. Recuperata, la nave minata e fatta saltare in aria dalle truppe tedesche in ritirata il 27 luglio 1944 (per altre fonti nel giugno dello stesso anno), onde bloccare il porto di Tolone. Recuperato nel 1958, il relitto della Virgilio venne avviato alla demolizione.

## Galleria d'immagini

La Virgilio fotografata nei primi anni di servizio.
Un'altra immagine della motonave con i colori della Navigazione Generale Italiana.